# Karácson
A Karácson magyar eredetű férfinév, a karácsony ünnep nevéből ered. Egykor valószínűleg azok a gyerekek kapták, akik karácsonykor születtek.

## Gyakorisága
Az 1990-es években szórványos név, a 2000-es években nem szerepel a 100 leggyakoribb férfinév között.

## Névnapok
- május 13.[2]
- december 18.[2]
- december 25.[2]

## Híres Karácsonok
- Bilkey Karácson, beregi vajda 1343 és 1347 között, a kihalt Bilkey, valamint a Gorzó, Lipcsey, Papp családok őse.